# Nicole Boyle Rødtnes
 Der er for få eller ingen kildehenvisninger i denne artikel, hvilket er et problem. Du kan hjælpe ved at angive troværdige kilder til de påstande, som fremføres i artiklen.

Nicole Boyle Rødtnes (født 7. december 1985 i Brønshøj) er en dansk forfatter.
Nicole Boyle Rødtnes er vokset op på Østerbro i København og gik på Randersgades Skole og fortsatte på Østre Borgerdyd Gymnasium. I slutningen af sin gymnasietid var hun med til at danne foreningen Håbefulde Unge Forfattere sammen med blandt andre Line Lybecker og Bjarke Schjødt Larsen.
I sommeren 2010 færdiggjorde Nicole Forfatterskole for Børnelitteratur og i 2012 blev Nicole færdiguddannet cand.mag. i dansk på Københavns Universitet.

### Romaner
- Dødsbørn –  Skeletter i skabet 1 (Forlaget Facet, 2010)
- Bitchen imellem os (Forlaget Facet, 2010)
- Blodtåge –  Skeletter i skabet 2 (Forlaget Facet, 2011)
- Den sorte skarabæ –  Medaljonen 1 (Forlaget Facet, 2011)
- Det blødende sår –  Medaljonen 2 (Forlaget Facet, 2011)
- Det halve hjerte –  Medaljonen 3 (Forlaget Facet, 2011)
- Ildfugl –  Skeletter i skabet 3 (Forlaget Facet, 2012)
- Chatsøstre –  Wicca-veninder 1 (Forlaget Facet, 2012)
- Gravslægt - Skeletter i skabet 4 (Forlaget Facet, 2013)
- Skæbnedans –  Elverskud 1 (Forlaget Alvilda, 2013)
- Søsterpagt –  Elverskud 2 (Forlaget Alvilda, 2013)
- Sort blod –  Zombie-jæger 1 (Forlaget Alvilda, 2013)
- Knuste kranier –  Zombie-jæger 2 (Forlaget Alvilda, 2013)
- Skyggehævn –  Elverskud 3 (Forlaget Alvilda, 2014)
- Friske lig –  Zombie-jæger 3 (Forlaget Alvilda, 2014)
- Kæmpens Kød –  Zombie-jæger 4 (Forlaget Alvilda, 2014)

### Noveller
- Dragen kræft 1 – De udvalgte (Litera, 2004)
- Snevinge 1 – De udvalgte (Litera, 2004)
- Den årlige pinsel 1 – De udvalgte (Litera, 2004)
- Bjørnedyr 1 – Den hemmelige dal – Lige under overfladen 3 (Science Fiction Cirklen, 2009)
- Du 1 – Begyndelser – en antologi (Valeta, 2009)
- Du kender mig ikke 1 – Terror i København (Byens forlag, 2010)
- Jagten på hvalrossen 1 – Ad mørke stier – Skrøner fra Tharos (Rollespilsforlaget, 2011)
- Sofia 1 – På kanten (HUF's forlag, 2011)

## Ekstern henvisning
- Officiel hjemmeside
- Officiel hjemmeside for Skeletter i skabet-serien Arkiveret 10. januar 2016 hos  Wayback Machine
- Officiel hjemmeside for Medaljonen-serien Arkiveret 6. februar 2016 hos  Wayback Machine
- Nicole Boyle Rødtnes på Bibliografi.dk
- Nicole Boyle Rødtnes på Forfatterweb.dk

|  | Artiklen om Nicole Boyle Rødtnes kan blive bedre, hvis der indsættes et (bedre) billede Du kan hjælpe ved at afsøge Wikimedia Commons for et passende billede eller uploade et godt billede til Wikimedia Commons iht. de tilladte licenser og indsætte det i artiklen. |